# Elecciones al Parlamento de La Rioja de 2007
Las elecciones al Parlamento de La Rioja de 2007 se celebraron el día 13 de junio. En ellas venció el PP por mayoría absoluta de nuevo, proclamándose presidente Pedro Sanz. 

## Resultados

### General
| ← Elecciones al Parlamento de La Rioja de 2007 → |                                                 |                                |        |       |         |     |
| Presidente y gobierno | Partido                                         | Candidato                      | Votos  | %     | Escaños | +/- |
| - Presidente: Pedro Sanz - Gobierno: PP - Censo: 237.745 - Votantes: 174.257 (73,3%) - Abstención: 63.488 (26,7%) - Válidos: 172.878 - A candidatura: 169.901 (98,3%) | Partido Popular (PP)                            | Pedro Sanz                     | 84.382 | 49,67 | 17      | =   |
| - Presidente: Pedro Sanz - Gobierno: PP - Censo: 237.745 - Votantes: 174.257 (73,3%) - Abstención: 63.488 (26,7%) - Válidos: 172.878 - A candidatura: 169.901 (98,3%) | Partido Socialista Obrero Español (PSOE)        | Juan Francisco Martínez-Aldama | 69.858 | 41,12 | 14      | =   |
| - Presidente: Pedro Sanz - Gobierno: PP - Censo: 237.745 - Votantes: 174.257 (73,3%) - Abstención: 63.488 (26,7%) - Válidos: 172.878 - A candidatura: 169.901 (98,3%) | Partido Riojano (PR)                            | Miguel González de Legarra     | 10.369 | 6,10  | 2       | =   |
| - Presidente: Pedro Sanz - Gobierno: PP - Censo: 237.745 - Votantes: 174.257 (73,3%) - Abstención: 63.488 (26,7%) - Válidos: 172.878 - A candidatura: 169.901 (98,3%) | Izquierda Unida-Iniciativa Ciudadana-Los Verdes | Henar Moreno Martínez          | 5.292  | 3,11  | 0       |     |
| - Presidente: Pedro Sanz - Gobierno: PP - Censo: 237.745 - Votantes: 174.257 (73,3%) - Abstención: 63.488 (26,7%) - Válidos: 172.878 - A candidatura: 169.901 (98,3%) | En blanco                                       | N/A                            | 2.977  | 1,7   | N/A     | N/A |
| - Presidente: Pedro Sanz - Gobierno: PP - Censo: 237.745 - Votantes: 174.257 (73,3%) - Abstención: 63.488 (26,7%) - Válidos: 172.878 - A candidatura: 169.901 (98,3%) | Nulos                                           | N/A                            |        |       | N/A     | N/A |

### Investidura del Presidente de La Rioja
| Candidato       | Fecha                                                   | Voto       |    |    | PP+ | Total |
| --------------- | ------------------------------------------------------- | ---------- | -- | -- | --- | ----- |
| Pedro Sanz (PP) | 27 de junio de 2007 Mayoría requerida: Absoluta (17/33) | Sí         | 17 |    |     | 17/33 |
| Pedro Sanz (PP) | 27 de junio de 2007 Mayoría requerida: Absoluta (17/33) | No         |    | 14 |     | 14/33 |
| Pedro Sanz (PP) | 27 de junio de 2007 Mayoría requerida: Absoluta (17/33) | Abstención |    |    | 2   | 2/33  |

- Datos: Q5827550